# Сальвадор на летних Олимпийских играх 1968
Сальвадор принимал участие в Летних Олимпийских играх 1968 года в Мехико (Мексика) в первый раз за свою историю, но не завоевал ни одной медали. Сборную страны представляли 52 мужчины и 8 женщин.